# Tor Berger Jørgensen
Tor Berger Jørgensen (ur. 27 grudnia 1945 w Oslo) – norweski teolog, misjonarz w Japonii, luterański biskup diecezji Sør-Hålogaland w Kościele Norwegii. 17 listopada 2006 roku Jørgensen został wyświęcony na biskupa Sør-Hålogaland i przejął obowiązki biskupie od Øystein Ingar Larsen 28 stycznia 2007 roku. Jørgensen był od 2000 roku dziekanem katedry w Bodø. Jørgensen przez 15 lat pracował w norweskim towarzystwie misyjnym jako kapłan. W 2005 roku Jørgenem był kandydatem na biskupa diecezji Oslo, jednak wybrany został Ole Christian Kvarme. W latach 2019–2024 pełnił funkcję biskupa Kościoła Luterańskiego w Wielkiej Brytanii.